# Білоусове (кол. Білоусівська сільська рада)
Білоу́сове — село в Україні, у Великоолександрівській селищній громаді Бериславського району Херсонської області. Населення становить 277 осіб.
Колишній центр Білоусівської сільської ради.

## Населення

### Мовний склад
Рідна мова населення за даними перепису 2001 року:
| Мова       | Чисельність, осіб | Доля     |
| ---------- | ----------------- | -------- |
| Українська | 252               | 90,97 %  |
| Російська  | 21                | 7,58 %   |
| Інше       | 4                 | 1,45 %   |
| Разом      | 277               | 100,00 % |

## Історія
Село засноване 29 квітня 1783 року як маєток поміщика Івана Білоусовича. У 1759 році тут мешкав 31 чоловік, 25 жінок, нараховувалось 11 дворів.
До 3 березня 1988 року входило до складу Миколаївської області.
12 червня 2020 року, відповідно до Розпорядження Кабінету Міністрів України від № 726-р «Про визначення адміністративних центрів та затвердження територій територіальних громад Херсонської області», увійшло до складу Великоолександрівської селищної громади.
19 липня 2020 року, в результаті адміністративно-територіальної реформи та ліквідації  Великоолександрівського району увійшло до складу Бериславського району.
Село тимчасово окуповане російськими військами 24 лютого 2022 року на початку повномасштабного вторгнення Росії в Україну. Визволене з-під окупації 14 червня того ж року.